# Gwion Bach
Dans la mythologie celtique galloise Gwion Bach est la première vie du barde Taliesin.

## Mythologie
Il est le guide d’un aveugle qui est chargé de surveiller un chaudron, dans lequel Keridwen prépare une mixture dont trois gouttes doivent donner à son fils, le hideux Morvran (surnommé Avangddu, c'est-à-dire le monstre noir), les dons de prophétie et de divination. Au moment où les gouttes magiques jaillissent, Gwion Bach pousse l’enfant et reçoit les dons magiques. Afin de se soustraire à la vengeance de Keridwen, il s’enfuit en prenant l’apparence d’un lièvre. C’est l'histoire des différentes métamorphoses : un saumon bleu, un chien, un cerf, un chevreuil, une borne, une corde, une hache, etc. Dans la poursuite, Keridwen se transforme autant de fois. Dans une grange, il se transforme en grain de blé, Keridwen prend l’apparence d’une poule noire, elle avale le grain de blé et donne naissance à Gwion Bach. Ne pouvant se résoudre à le tuer, elle installe l’enfant dans un coracle et l’abandonne sur la mer.
Elffin ap Gwyddno fils de Gwyddno Garanhir, participe à une pêche miraculeuse chaque 1er novembre (c'est le 1er novembre qu’a lieu la fête celtique de Samain), mais à la place de saumons il ne récolte qu’un coracle. Il tranche les cordons de cuir et un front blanc (tal-iesin) apparaît. C’est Gwion Bach qui a erré sur la mer pendant 40 ans. C’est la naissance de Taliesin.

## Source primaire
- Les Quatre branches du Mabinogi et autres contes gallois, traduit, présenté et annoté par Pierre-Yves Lambert, Gallimard, coll. L’aube des peuples, Paris, 1993,  (ISBN 2-07-073201-0).